# برلمان إسكتلندا
يُعدّ برلمان اسكتلندا (بالإنجليزية: Parliament of Scotland) السلطة التشريعية لمملكة اسكتلندا. وقد تطور البرلمان، شأنه شأن مؤسسات أخرى، خلال العصور الوسطى من مجلس الملك للأساقفة والإيرلز. وُصِفَ كبرلمان للمرة الأولى عام 1235، خلال عهد ألكسندر الثاني من اسكتلندا، عندما أُطلق عليه وصف «ندوة» إذ كان له بالفعل دور سياسي وقضائي هام. بحلول أوائل القرن الرابع عشر، أصبح حضور الفرسان والحاكمين أمرًا بالغ الأهمية إذ حضر الاجتماع أكثر من 1326 عضو لجنة من مختلف البلديات. وقد وافق البرلمان، الذي يتألف من «ثلاث طبقات مجمعية» ورجال الدين والنبلاء ورؤساء البلديات في مجلس مكون من غرفة واحدة، على رفع الضرائب، ولعب أيضًا دورًا هامًا في إدارة المحاكم والسياسة الخارجية وشؤون الحرب وكافة أشكال التشريعات الأخرى. قامت المؤسسات «الشقيقة» بأعمال البرلمان، مثل المجالس العامة أو مؤتمرات الدول الأوروبية. وقد كان بمقدورها القيام بالكثير من الأعمال التجارية التي يديرها البرلمان أيضًا - الضرائب، والتشريعات، وصنع السياسات - إلا أنها افتقرت إلى السلطة المطلقة للبرلمان الكامل.
اجتمع برلمان اسكتلندا لأكثر من أربعة قرون إلى أن تم تأجيله إلى أجل غير مُسَّمى في فترة أعمال الاتحاد عام 1707. بعد ذلك، عمل برلمان بريطانيا العظمى لكل من إنجلترا واسكتلندا بعد إنشاء المملكة البريطانية العظمى في 1 مايو من عام 1707. عندما أُلغيَ برلمان أيرلندا عام 1801، ثم دُمِجَ أعضاؤه السابقين في ما يسمى الآن برلمان المملكة المتحدة. من يناير عام 1801 حتى 1927، دُعيت الدولة البريطانية رسميًا بالمملكة المتحدة لبريطانيا العظمى وأيرلندا (رغم أن الدولة الأيرلندية الحرة قد ظهرت في ديسمبر عام 1922).
وُصِفَ البرلمان السابق للاتحاد لفترة طويلة على أنه هيئة معيبة دستوريًا لم تكن تعمل إلا كختم مطاطي للقرارات المَلكية، لكن الأبحاث التي أجريت في أوائل القرن الحادي والعشرين وجدت أنه قد لعب دورًا نشطًا في سياسة اسكتلندا الأمر الذي أقلق التاج الإسكتلندي في بعض الأحيان.

## الملكيات الثلاث
أُشير إلى الأعضاء بصورة جماعية باسم مَلَكيات ولايات (الاسكتلندية: ثري إستايتيس) أو «ثلاث مجموعات من المملكة» حتى عام 1690 وتتألف من:
- الملكية الأولى: الأسقفية (الأساقفة والباباوات)
- الملكية الثانية: النبلاء (الدُّوق والنبلاء والإيرل والفيكونت ورئيس البرلمان ومالكي الأراضي)
- الملكية الثالثة: مفوضو الشرطة (ممثلي البلديات الذين يتم اختيارهم من قِبَل مجالس البلديات)[5]

كان الأساقفة والباباوات من الملكية الأولى أساقفة القرون الوسطى الثلاثة عشر في كل من أبردين وأرجيل وبريشين وكيثنس ودونبلين ودونكيلد وغالاوي وغلاسكو وأيلز (سودور) وموراي وأوركني وروس وسانت أندروس والباباوات من آربروس، كامبوسكينيث، كوبر أنجوس، دنفرملاين، هوليرود، لونا، كيلسو، كيلونينغ، كينلوس، ليندوريس، بيسلي، ميلروز، سكون، سانت أندروس بريوري، سويتهارت. بعد الإصلاح عام 1559، اختفت الأديرة الاسكتلندية، وإن لم يكن الأمر قد تمَّ بين عشية وضحاها. أٌغلقت كيلسو وليندوريس بسرعة، في حين نجت الأديرة الأخرى مثل سويتهارت حتى القرن السابع عشر. بعد ذلك، تم إبعاد الأساقفة عن كنيسة اسكتلندا نتيجةً للثورة المجيدة وانضمام ويليام الثالث ملك إنجلترا. عندما لم يبق أي عضو من الملكية الأولى، تم تقسيم الملكية الثانية للحفاظ على ثلاثة أطراف.
منذ القرن السادس عشر، أعيد تنظيم الملكية الثاني من خلال اختيار مجالس البلديات: وقد قيل أن ذلك كان سببًا في إنشاء ملكية رابعة. وخلال القرن السابع عشر، وبعد اتحاد التاج الملكي، حُددت ملكية خامسة لأصحاب المناصب الملكية. تظل هذه الألقاب الأخيرة مثيرة للجدال بين المؤرخين البرلمانيين. وبغض النظر عن ذلك، فإن المصطلح المستخدم للأعضاء المجمعين ما يزال «الملكيات الثلاث».
عُدَّ مكتب مفوضي مجالس البلديات أقرب إلى المكتب الإنجليزي لعضو البرلمان، وهو أحد العوام أو أحد أعضاء طبقة النبلاء الأدنى. ولأن برلمان اسكتلندا كان يتألف من مجلس واحد، فقد جلس كل الأعضاء في المجلس ذاته، على النقيض من مجلس اللوردات الإنجليزي ومجلس العموم.